# Anacroneuria vz-12
Anacroneuria vz-12 är en bäcksländeart som beskrevs av Maldonado, Stark och Cressa 2002. Anacroneuria vz-12 ingår i släktet Anacroneuria och familjen jättebäcksländor. Inga underarter finns listade i Catalogue of Life.